# Mirko Kunić
Mirko Kunić (1952. – 2016.) je bio pričuvni satnik Hrvatske vojske, službenik Ministarstva Obrane Republike Hrvatske za poslove novačenja, prvi zapovjednik odreda Narodne zaštite i odreda Domobranstva bivše Općine Đurđevac, dragovoljac Domovinskog rata, jedan od osnivača Hrvatske demokratske zajednice na području bivše Općine Đurđevac i dugogodišnji predsjednik ogranka HDZ-a Šemovci, a po zvanju komercijalista-trgovac.

## Životopis
Rođen je 1952. godine u mjestu Šemovci koje je tada pripadalo bivšoj Općini Đurđevac - gdje je proveo djetinjstvo i cijeli svoj život. 
Otac Ivan mu je bio poljoprivrednik i trgovac stokom, a majka Ana domaćica - rođena u Novom Virju. Imao je šestoro braće i sestara te je od braće bio najmlađe dijete. Bila je to skromna obitelj koja je naginjala trgovini - otac Ivan i troje braće su se bavili trgovinom.
Osnovnu školu završio je u Virju, a srednju trgovačku školu završio je u Bjelovaru te stekao zvanje komercijalista-trgovca. Od stranih jezika služio se ruskim i njemačkim.
Bio je oženjen Marijom, rođenom Mandek, te otac jednog sina.
Sredinom 80-tih gradi novu obiteljsku kuću u Šemovcima.
Vojsku tadašnje JNA je odslužio u Bileći i Novom Sadu - rod pješaštvo, a pohađao je Školu rezervnih oficira u Bileći te tako stekao čin rezervnog kapetana 1. klase. 
Usprkos pritiscima, nikada nije bio član Saveza komunista.
Po povratku iz vojske naukovao je kao trgovac u trgovinama Sloge Đurđevac, a jedno od prvih dužih zaposlenja mu je bio posao terenskog komercijalista za ljubljansku tvrtku Elektrotehna TOZD koja se bavila prodajom elektromaterijala na veliko. Kasnije je radio kao poslovođa raznih trgovina.
Tijekom 80-tih godina bio je dugogodišnji tajnik Mjesne zajednice Šemovci i član mirovnog vijeća.
Krajem 80-tih godina, zamahom privatnog poduzetništva u Hrvatskoj, radio je kao prodavač i voditelj privatnog stovarišta građevinskog materijala u vlasništvu obitelji Ščerbek.
Početkom 90-tih okušao se i kao privatni poduzetnik, s partnerom Ivanom Holjakom osniva poduzeće Auto-HoKu koje se uspješno bavilo uvozom rabljenih automobila iz Njemačke sve do izmjene zakonskih propisa čime ova djelatnost više nije bila rentabilna.
U periodu demokratskih promjena u Republici Hrvatskoj početkom 90-tih godina, kao uvjereni domoljub i demokrata, aktivira se društveno-politički te postaje jedan od osnivača Hrvatske demokratske zajednice na prostoru bivše Općine Đurđevac, a u Šemovcima osniva ogranak HDZ-a čiji je bio dugogodišnji predsjednik.
Nakon prvih višestranačkih izbora sredinom 1990. godine, izabran je za člana Izvršnog vijeća Općine Đurđevac, a tijekom 90-tih je bio u više navrata izabran za člana Općinskog vijeća Općine Virje (bio je na kandidatskoj listi HDZ-a u općini Virju), a sredinom 1991. godine bio je član Kriznog stožera općine Đurđevca. 
U tim vremenima prijateljevao je s mnogim istaknutim članovima HDZ-a poput Stjepana Sulimanca, Gordane Turić i Perice Jurkovića koje je i ugostio u Šemovcima.
Ipak, zbog svoje beskompromisnosti, izrazite nezavisnosti i nepodilaženja raznim interesnim lobijima, izmakle su mu sve više dužnosti u HDZ-u.
Krajem 1990. godine bio je svjestan činjenice da Hrvatskoj prijeti rat te da će se Hrvatska uskoro morati braniti i boriti za svoj opstanak, te se tada, u tim vrlo opasnim i složenim okolnostima, usprkos prijetnji hapšenja od strane KOS-a i JNA, aktivno uključuje u organiziranje obrane kroz tajnu nabavu oružja iz inozemstva za potrebe odreda koji će kasnije postati Hrvatska vojska.
Zbog svojih organizacijskih sposobnosti i vojnog školovanja, početkom 1991. godine, kao dragovoljac, prihvaća se zadatka organiziranja odreda Narodne zaštite - čiji je ujedno bio prvi zapovjednik za područje Đurđevačke Podravine, a koji odredi su kasnije postali odredi Domobranstva u sklopu Hrvatske vojske te su iz tih odreda novačeni prvi pripadnici Hrvatske vojske.
U Hrvatskoj vojsci imao je čin satnika što znači da je imao ovlast zapovijedati vojnom formacijom u jakosti od 100 do 200 vojnika. Čin bojnika mu je kasnije izmaknuo zbog posjedovanja srednje stručne spreme. 
Bio je sudionik vojnih operacija - Operacije Otkos 10, Operacije Bljesak te Operacije Oluja, a zapovijedao je odredima i bio pregovarač prilikom preuzimanja karaula JNA na granici s Mađarskom.
Za svoj doprinos Domovinskom ratu odlikovan je Spomenicom domovinske zahvalnosti, Medaljom ‘’Bljesak’’ i ‘’Oluja’’, Spomenicom Domovinskog rata te Viteškom poveljom Narodne zaštite.
Krajem 1995. godine je demobiliziran i prestaje biti djelatnom vojnom osobom, ali nastavlja raditi u Ministarstvu Obrane RH - u Uredu za obranu u Đurđevcu i kasnije u Koprivnici kao službenik za pitanja novaka i pričuvnika - posao koji je obavljao sve do odlaska u mirovinu 2012. godine.
Državni stručni ispit iz upravnog područja obrane položio je 1996. godine.
Tokom tih službeničkih godina najviše je radio oko vojnih evidencija i zdravstvenih pregleda novaka te je poslao mnoge generacije novaka s područja Koprivničko-križevačke županije na odsluženje vojnog roka. 
2006. godine pretrpio je srčani udar od kojega se dobro oporavio.
Prve dane mirovine provodio je povučeno uz obitelj i strastveno se baveći vinogradarstvom i voćarstvom koje su mu tijekom života bile omiljeni hobi. Bio je cijenjen po pravljenju dobrog bijelog vina, ali nikada nije sudjelovao na vinarskim izložbama. 

Preminuo je u travnju 2016. godine, u svojoj 64. godini života.
Pokopan je uz vojne počasti na groblju u Šemovcima.